# Publimetro
Publimetro es un periódico gratuito internacional que se edita y reparte actualmente bajo ese nombre en Chile, Colombia y México. Anteriormente también estuvo en Perú. También está en otros países de Latinoamérica como Brasil, Ecuador, Guatemala, Puerto Rico y República Dominicana bajo diversos nombres, todos pertenecientes al holding sueco con sede en Luxemburgo Metro International.
En febrero de 1995 fue lanzada la primera edición de Metro en Estocolmo. Convirtiéndose en un éxito. Dos años después se distribuyó en Praga y muy pronto en Budapest, Chile y Filadelfia.
14 años más tarde, Metro tiene 55 ediciones en 19 países y sus 3 fundadores, Per Anderson, Robert Braunerhielm y Monica Anderson han sido premiados por el rey de Suecia.
Se publica bajo una licencia de Creative Commons que permite a cualquiera libremente copiar, distribuir, mostrar, y hacer trabajos derivativos bajo algunas condiciones.

## Historia
Publimetro comenzó a publicarse el 14 de enero de 2000 en Chile.
En Argentina, se editó desde fines de 2000 hasta enero de 2002, bajo el nombre de Metro. El diario decidió su cierre por la grave crisis económica, política y social que en 2001 afectó al país.
En México se comenzó a editar el 12 de mayo de 2006 en la Ciudad de México. Para 2018, la expansión de ediciones locales creció a siete ciudades bajo la marca Publimetro: CDMX, Monterrey, Guadalajara, Mérida, León, Puebla y Morelia.
Desde el 20 de noviembre de 2007, Publimetro liberó sus contenidos bajo licencia Creative Commons, convirtiéndose en el primer diario latinoamericano en hacerlo. A través de esta licencia, los usuarios pueden distribuir en forma libre los contenidos del periódico (artículos, fotos y videos) en sus blogs o sitios web personales.
El 29 de enero de 2009 el Diario Metro Directo se dejó de publicar en España.
El 29 de septiembre de 2011, llega a Colombia.
Desde el 22 de agosto de 2011, Publimetro Perú empezó a repartirse vía el Grupo El Comercio de manera gratuita en Lima Metropolitana. El 29 de mayo de 2020 se anunció el término de sus publicaciones en el país.
Además de periódico, Publimetro también edita los suplementos y portales Nueva Mujer (femenino), FayerWayer (tecnología), El gráfico (deportes) y Casas (vivienda). Además opera el portal de videojuegos IGN para Latinoamérica.

## Países
Actualmente son 20 los países donde se edita y publica Metro o Publimetro:
- Suecia
- Chile
- Brasil
- Canadá
- China
- Colombia
- Ecuador
- Estados Unidos
- Finlandia
- Grecia
- Hungría
- Italia
- México
- Países Bajos
- República Checa
- Rusia
- Guatemala
- República Dominicana

## Chile
Las primeras publicaciones se imprimieron el 14 de enero de 2000, bajo el mismo nombre que el resto de cabeceras del grupo (Metro). Curiosamente se volvió muy popular debido a su novedoso formato (el ser gratuito), además de ser repartido en las estaciones del Metro de Santiago, sin tener que concurrir a un lugar especial para conseguirlo. El convenio entre Metro S.A. y Metro Internacional permitía el uso de la marca Metro por 10 años y su reparto al interior del Metro.
Sin embargo, sufrió una demanda judicial por parte de las empresas periodísticas mediante la Asociación Nacional de la Prensa de Chile, publicadoras de periódicos de pago, siendo acusado de competencia desleal y cuestionar la asociación Metro S.A. y Metro Internacional por vía de un recurso de amparo económico. Según la ANP, ya que por ley una empresa estatal no podría incursionar en actividades ajenas a su giro, se estaría cayendo en una situación ilegal por Metro S.A. Finalmente fue aceptada la impugnación por los tribunales y el fin del convenio. El diario pasó a llamarse MTG a partir del 1 de febrero de 2000 y posteriormente Publimetro a partir del 22 de mayo de 2001.
Se publica los días lunes a viernes. Se distribuye además de Santiago de Chile en Viña del Mar, La Serena, Valparaíso, Rancagua, Curicó, Talca, Chillán, Concepción, Talcahuano y Los Ángeles (pese a que solo Santiago, Valparaíso, Viña del Mar y Concepción tienen Metro), y tiene un promedio de tirada de 108 934 ejemplares diarios, superando a quien fuera su competidor directo, La Hora de Copesa. También compite con HoyxHoy de Diarios Regionales. Es el principal periódico gratuito del país.
Durante la década de 2010, los contenidos de Publimetro también se pudieron ver a través de MetroTV, el sistema cerrado de televisión presente en las estaciones del Metro de Santiago.

## México
El primer ejemplar se distribuyó el 12 de mayo de 2006 en la Ciudad de México. Actualmente tiene un tiraje de 150 mil ejemplares.
Para 2018, la expansión de ediciones locales creció a siete ciudades bajo la marca Publimetro: CDMX, Monterrey, Guadalajara, Mérida, León, Puebla y Morelia.

## Colombia
El 29 de septiembre de 2011 llegó a Bogotá, Colombia, el grupo mundial de periódicos sueco Metro. Diario gratuito con 16 años de existencia, que tiene 17.7 millones de lectores en las ciudades más importantes alrededor del mundo.
Antes de instalarse en la capital, realizó una investigación con respecto al mercado editorial colombiano, con lo cual analizo sus anunciantes, sus audiencias y si era viable llevar a cabo tal proyecto. Llegó a Bogotá ocupando el séptimo lugar de América Latina, donde está circulando el diario. Ahora pertenece a una red con más de 300 ciudades vinculadas. El producto está enfocado en personas de 18 a 45 años, por lo cual, se empezó a distribuir en 22 universidades, al lado de corporaciones y en medios de transportes masivos. 
El diario está principalmente diseñado para dirigirse a personas activas, que buscan información relevante y temática. La distribución se lleva a cabo de lunes a viernes hasta las 10:00 de la mañana en puntos claves de la capital.Cada edición cuenta entre 24 y 32 páginas, comenzando en Bogotá, ciudad que han analizado de norte a sur, pues su meta es una expansión por todo el país, para lo anterior se están llevando a cabo estudios en otras ciudades en donde “los sistemas informativos son muy regionales, lo cual trae consigo mucha investigación pues se tiene que estudiar ciudad por ciudad para encontrar la estrategia perfecta de entrar a dichos sistemas” expresó Mónica Martínez, Gerente General.
En Bogotá fueron empleadas más de 35 personas que trabajan temas de contenido noticioso, turismo, cultura y estilos de vida. Su director actual es el periodista Alejandro Pino Calad.

## Perú
La edición peruana de Publimetro comenzó a ser repartida vía el Grupo El Comercio de manera gratuita desde el 22 de agosto de 2011 en Lima Metropolitana.
De lunes a viernes por las mañana era distribuido en las estaciones del Metro de Lima, en las estaciones del Metropolitano y también en las siguientes zonas de la gran Lima: La Molina, Surco, San Borja, San Isidro, Jesús María, Lince, Pueblo Libre, San Miguel, Miraflores, Surquillo, Barranco y Chorrillos.
El 29 de mayo de 2020 anunció el cese de sus publicaciones por la crisis económica debido a la pandemia de enfermedad por coronavirus en Perú.

## Italia
La edición italiana recibe el nombre de Metro y se reparte en las estaciones de metro de la capital del país, Roma, y en puntos estratégicos de la ciudad como el Coliseo o la Fontana di Trevi. También es entregado en la Ciudad del Vaticano aunque la repartición en este microestado europeo no siempre está asegurada.

## Hungría
En Hungría se llama Metro y visualmente es similar al resto de las ediciones europeas. Es repartido en las mañanas en puntos estratégicos de la capital del país, Budapest, como la Estación Central de Trenes. No obstante, la cantidad de diarios impresos no es siempre la misma, por lo tanto no es tan fácil conseguirlo como en otros países de Europa, como en Francia o Italia. 